# Malesherbia linearifolia
Malesherbia linearifolia är en passionsblomsväxtart som först beskrevs av Antonio José Cavanilles, och fick sitt nu gällande namn av Jean Louis Marie Poiret. Malesherbia linearifolia ingår i släktet Malesherbia och familjen passionsblomsväxter. Inga underarter finns listade i Catalogue of Life.

## Bildgalleri

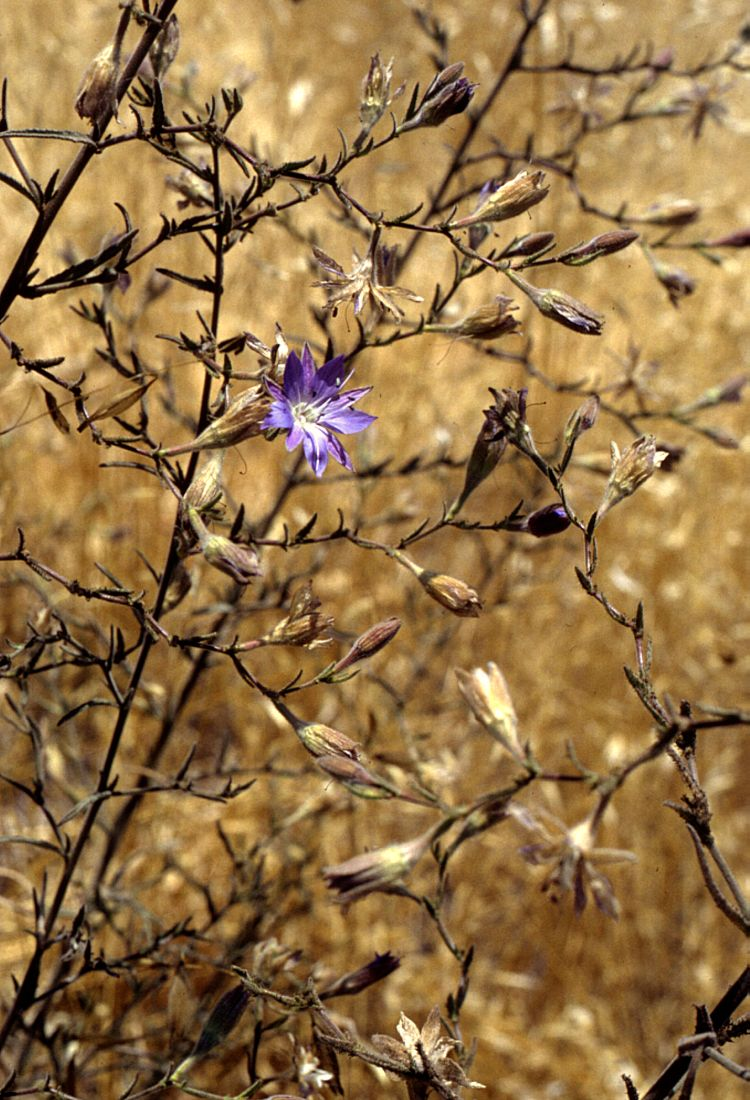
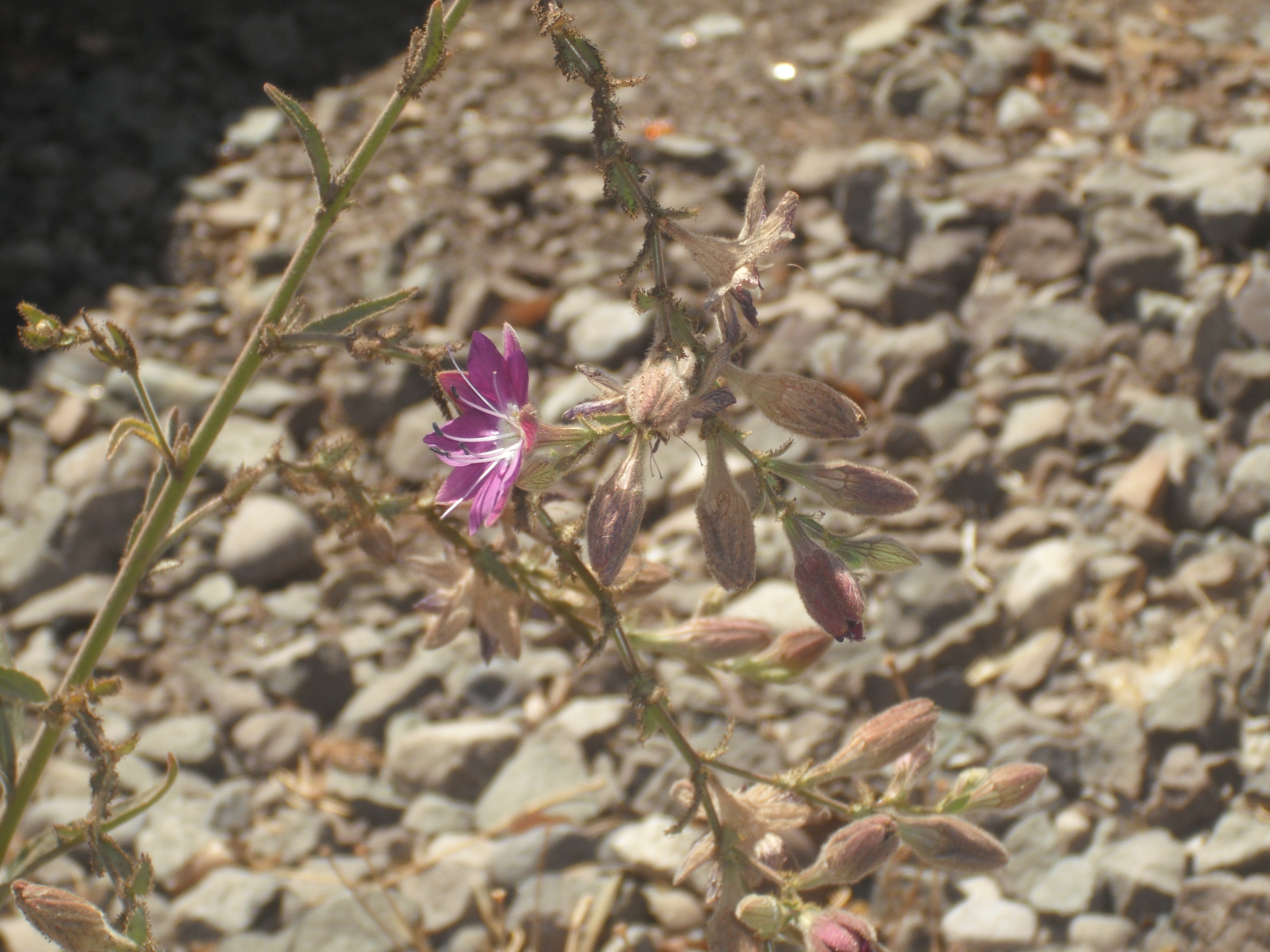